# Szczur koralowy
Szczur koralowy (Rattus leucopus) – gatunek ssaka z podrodziny myszy (Murinae) w obrębie rodziny myszowatych (Muridae), występujący na Nowej Gwinei i w północnej Australii.

## Taksonomia
Gatunek po raz pierwszy zgodnie z zasadami nazewnictwa binominalnego opisał w 1867 roku brytyjski zoolog John Edward Gray nadając mu nazwę Acanthomys leucopus. Holotyp pochodził z półwyspu Jork, w Queenslandzie, w Australii. W tym samym roku australijski przyrodnik Johann Ludwig Gerard Krefft opisał go pod nazwą Hapalotis personata. Dwanaście lat później gatunek ten opisał Edward Richard Alston pod nazwą Mus terra-reginae. Ta ostatnia nazwa rozpowszechniła się i w 1979 roku prawo pierwszeństwa nakazało powrócić do nazwy A. leucopus, natomiast nazwy Hapalotis personata i Mus terra-reginae traktowane są jako synonimy.
R. leucopus jest bazalny w stosunku do pozostałych australijskich gatunków z obrębu Rattus, które w sumie tworzą grupę siostrzaną w stosunku do ostatnich gatunków nowogwinejskich. Konieczna jest rewizja taksonomiczna dla R. leucopus i wszystkich innych gatunków z Nowej Gwinei, a R. leucopus może reprezentować wiele gatunków. Tylko R. leucopus i R. sordidus występują zarówno na Nowej Gwinei, jak i w Australii. Autorzy Illustrated Checklist of the Mammals of the World rozpoznają pięć podgatunków.

### Etymologia
- Rattus: łac. rattus „szczur”[15].
- leucopus: gr. λευκοπους leukopous, λευκοποδος leukopodos „biało-stopy”, od λευκος leukos „biały”; πους pous, ποδος podos „stopa”[16].
- cooktownensis: Cooktown, Queensland, Australia[17].
- dobodurae: Dobodura, Papua-Nowa Gwinea, Nowa Gwinea[17].
- ratticolor: łac. rattus „szczur”[18]; color, coloris „kolor”[19].
- ringens: łac. ringens, ringentis „rozdziawiony”[20].

### Nazewnictwo zwyczajowe
W Australii zwierzę jest nazywane angielską nazwą Cape York rat oraz aborygeńską nazwą rarrayn.
W wydanej w 2015 roku przez Muzeum i Instytut Zoologii Polskiej Akademii Nauk publikacji „Polskie nazewnictwo ssaków świata” gatunkowi nadano nazwę szczur koralowy.

## Morfologia
Długość ciała (bez ogona) 135–210 mm, długość ogona 140–210 mm, długość ucha 18–24 mm, długość tylnej stopy 33–40 mm; masa ciała 90–205 g.

## Występowanie
Szczur koralowy występuje w trzech państwach: Papui-Nowej Gwinei, Indonezji i Australii. Zamieszkuje południową część Nowej Gwinei, indonezyjską wyspę Wokam i australijski półwysep Jork, na wschód od Wielkich Gór Wododziałowych.
Zasięg występowania w zależności od podgatunku:
- R. leucopus leucopus – północna część półwyspu Jork, Queensland, Australia.
- R. leucopus cooktownensis – południowo-wschodni część półwyspu Jork, Queensland, Australia.
- R. leucopus dobodurae – południowo-wschodnia Nowa Gwinea.
- R. leucopus ratticolor – południowo-zachodnia Nowa Gwinea i prawdopodobnie Wyspy Aru.
- R. leucopus ringens – południowo-środkowa Nowa Gwinea.

## Ekologia
Jest spotykany od poziomu morza do 1200 m n.p.m. Szczur koralowy prowadzi naziemny tryb życia, żyje głównie w wilgotnych lasach równikowych i lasach galeriowych. Bywa spotykany także w wiejskich ogrodach, lasach wtórnych i odradzających się.
Samica w ciągu roku wydaje na świat do trzech miotów, liczących od dwóch do pięciu młodych.

## Populacja
Szczur koralowy ma duży zasięg występowania, jest liczny w sprzyjającym środowisku. Nie są znane zagrożenia dla tego gatunku, jest obecny w wielu obszarach chronionych. Międzynarodowa Unia Ochrony Przyrody uznaje szczura koralowego za gatunek najmniejszej troski.